# آمبولانس

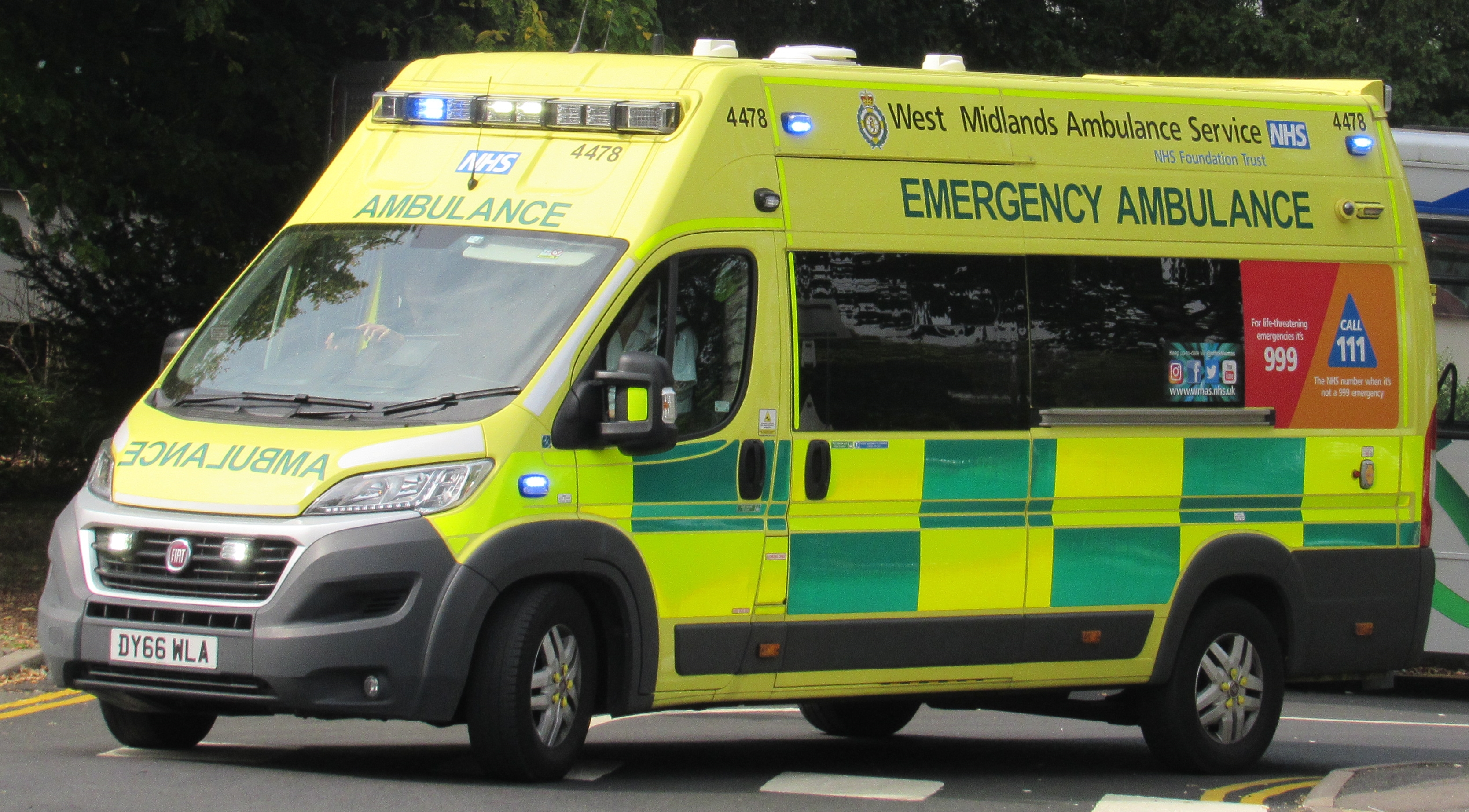
فیات دوکاتو که به‌عنوان آمبولانس فعالیت می‌کند

آمبولانس (به فرانسوی: Ambulance) یک وسیلهٔ نقلیهٔ پزشکی مجهز است که بیماران را به مراکز درمانی مانند بیمارستان‌ها منتقل می‌کند. آمبولانس به‌طور معمول، مراقبت‌های پزشکی خارج از بیمارستان را در زمان اضطرار به بیمار ارائه می‌کند.
به کارکنان آمبولانس پارامدیک (تکنسین فوریت‌های پزشکی) می‌گویند.

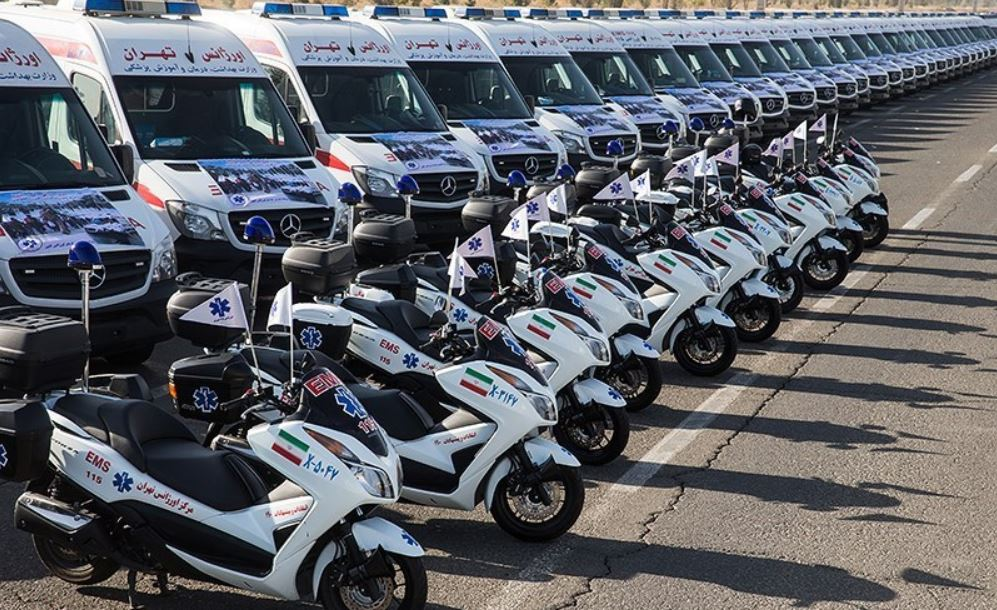
آمبولانس‌های ارسالی از ایران به عراق

آمبولانس وسیلهٔ نقلیهٔ بزرگی است که بیماران و مجروحان را میان دو نقطهٔ حادثه و مکان اسکان، جابه‌جا می‌کند. همچنین حین انتقال بیماران و مصدومان، پارامدیک برای ایشان اقدامات اولیهٔ پزشکی را انجام می‌دهند و در مواردی که بیمار دچار مرگ مغزی شده باشد پارامدیک با اقدامات انجام شده فرد مرگ مغزی را برای پیوند عضو مهیا نگه می‌دارد.
آمبولانس‌هایی که در تصادفات رانندگی یا حوادث دیگر به‌کار می‌آیند تجهیزاتی دارند تا افراد را با آن جابه‌جا کنند. این آمبولانس‌ها برای نجات جان افراد به وسایل مخصوصی، مثل دستگاه اکسیژن و دستگاه تنفس مصنوعی (ونتیلاتور)، دستگاه شوک (دفیبریلاتور)، دستگاه چک قند خون (گلوکومتر) و دستگاه‌های دیگر مجهز هستند و کارکنان آمبولانس با استفاده از آن‌ها بیمارانی را که دچار حملهٔ قلبی شده‌اند از مرگ نجات می‌دهند.
همچنین در تصادفات و ضربه‌های سخت و سنگین ناشی از آن پارامدیک‌ها با استفاده از وسیله‌هایی استاندارد مانند (لانگ بک بورد، اسکوپ، وست تایپ، کولار، اسپیلینت) اقدام به خارج‌سازی و انتقال اصولی و علمی مصدومان می‌کنند تا به مصدوم صدمات بیشتری وارد نشود.
همهٔ آمبولانس‌ها به آژیر و چراغ گردان مجهز هستند تا در مواقعی که به یاری بیماران می‌شتابند، اتومبیل‌های دیگر از سر راهشان کنار بروند.
در این گونه مواقع، رانندگان آمبولانس اجازه دارند تا از حد مجاز تندتر رانندگی کنند.
معمولاً رنگ آمبولانس‌ها سفید است و نشانه‌های مخصوصی (نوار نارنجی رنگ، ستارهٔ حیات) روی بدنهٔ آن‌ها ترسیم شده‌است.

## تاریخچه
انتقال بیمار به جایی امن یا محلی برای درمان از آغاز یک دشواری برای انسان بوده‌است. در اساطیر رومی برای انتقال بیمار و شخص آسیب دیده در نبردها از گردونه‌های جنگی استفاده می‌کردند. در یونان کهن پرستشگاه‌ها جایی برای رسیدگی به بیمارن بودند. نخستین مراکز درمانی غیروابسته در کشور سری‌لانکا و در حدود ۴۳۰ پیش از میلاد بوده‌است.

## آمبولانس‌های بدون راننده
با ظهور خودروهای بدون راننده برخی دولت‌مردان به امکان وجود آمبولانس‌های بدون راننده فکر می‌کنند. این آمبولانس‌ها می‌توانند برخی از خدمات اورژانسی را ارائه دهند تا امدادگران به بیماران پُرخطر رسیدگی کنند. در ابتدا می‌توان این آمبولانس‌ها را در مناطقی که تقاضای بالایی برای آمبولانس وجود دارد، مستقر کرد تا بیماران را هرچه سریع‌تر به نزدیک‌ترین مرکز پزشکی  منتقل کند.

## نگارخانه

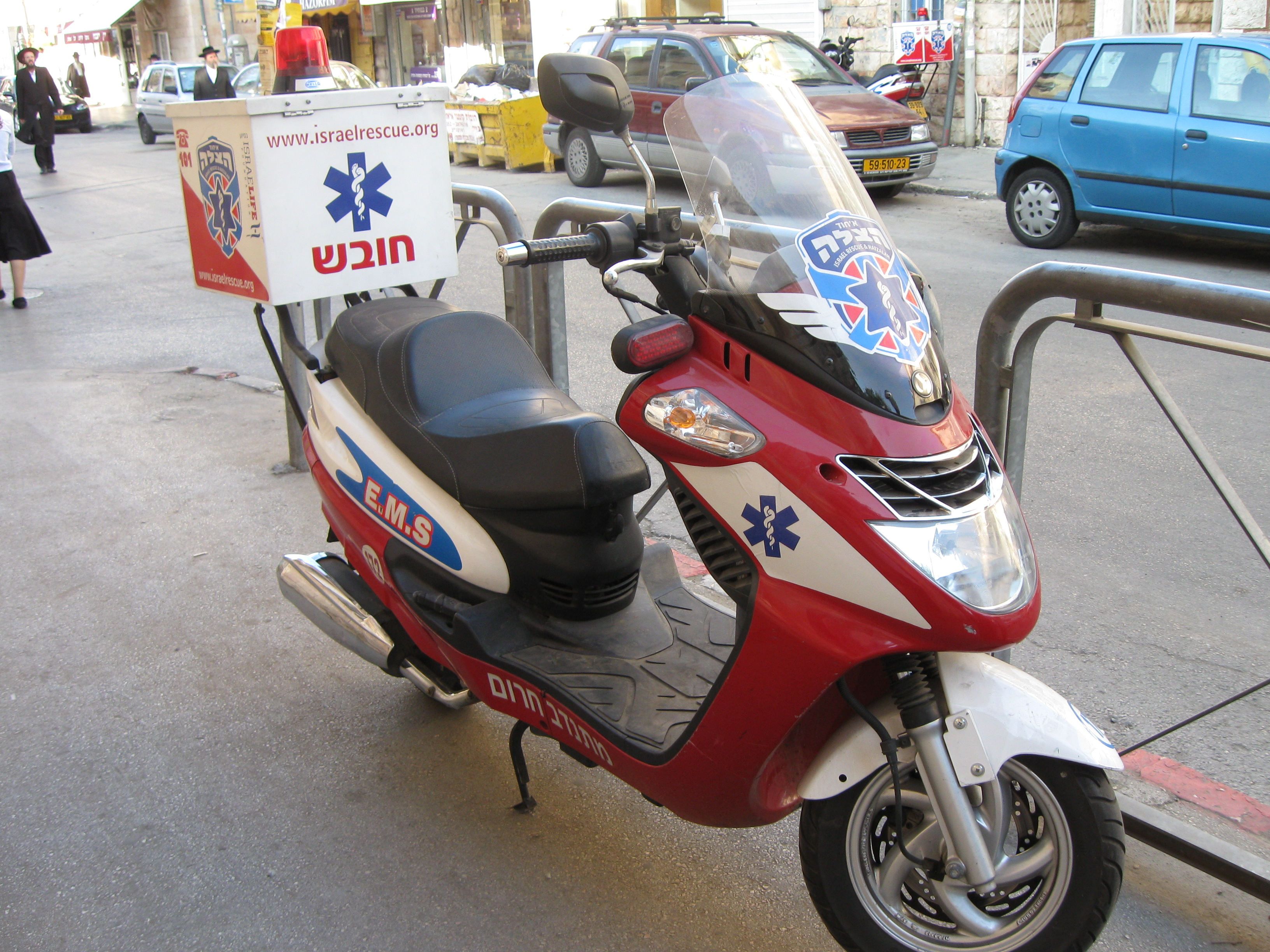
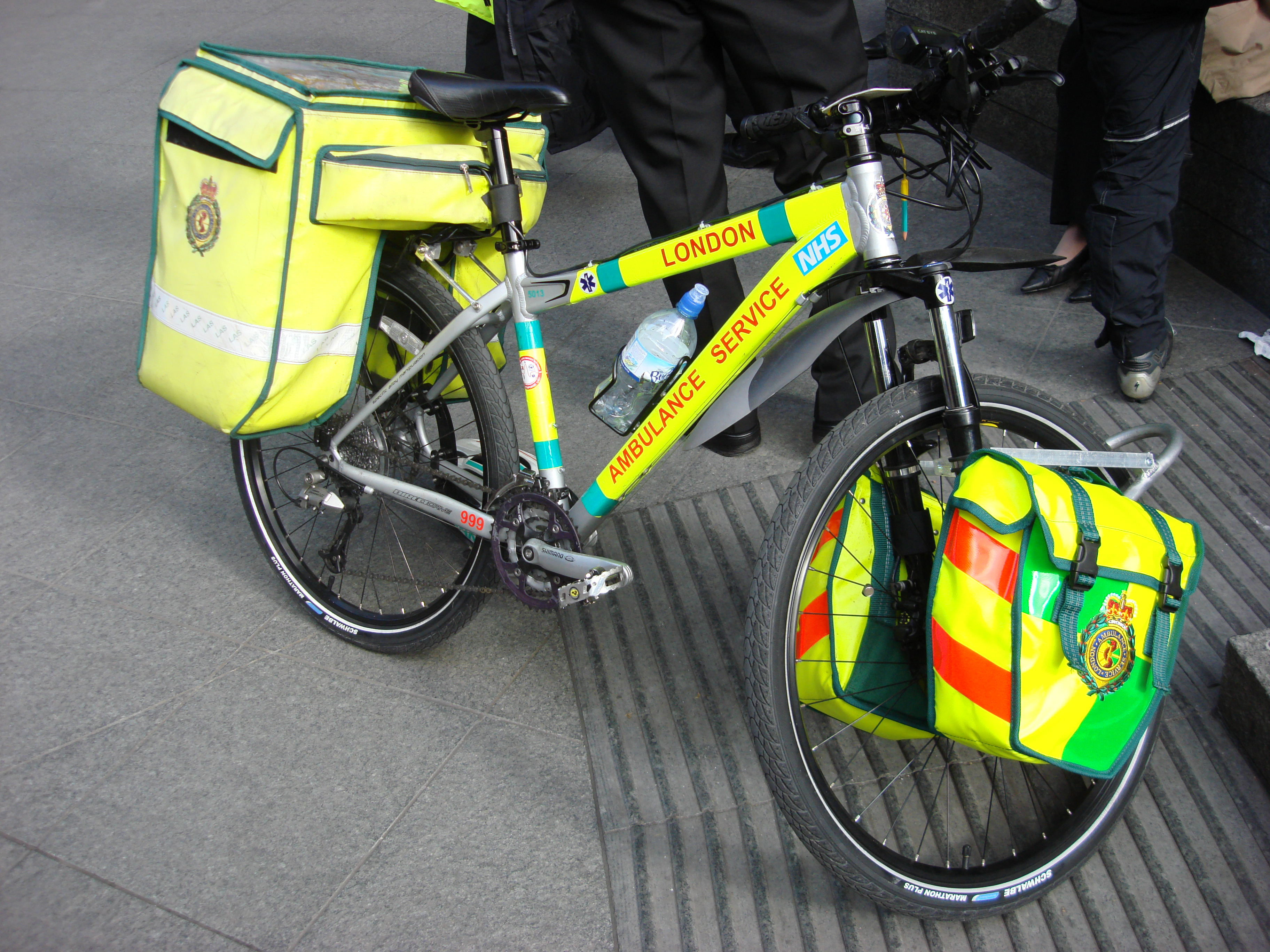
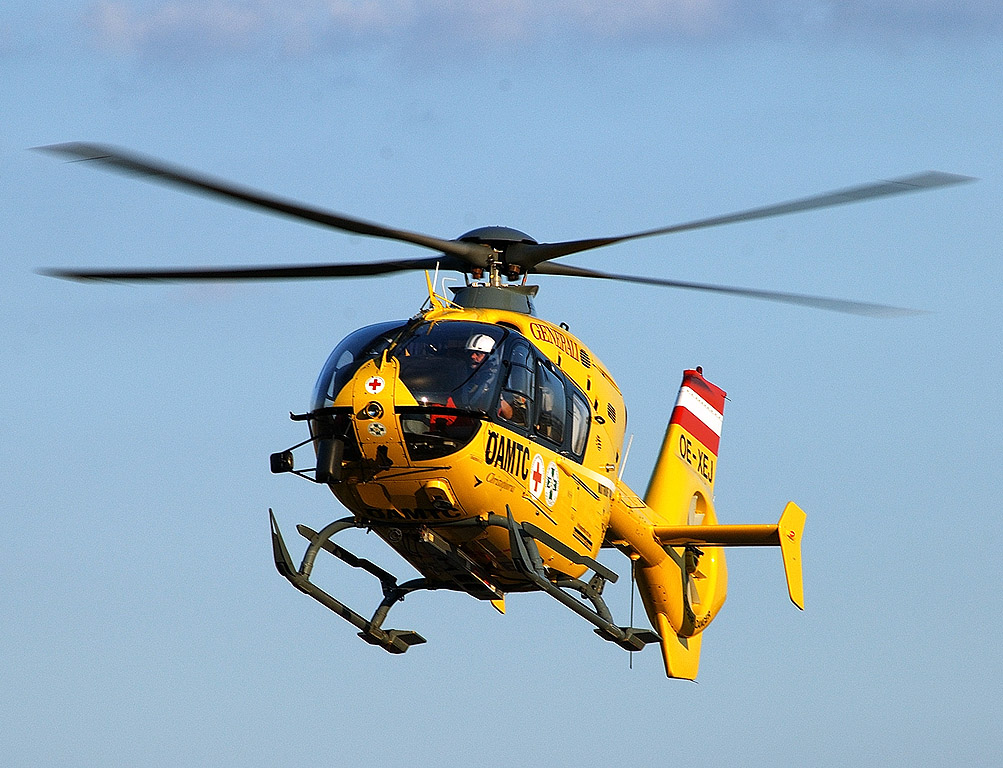
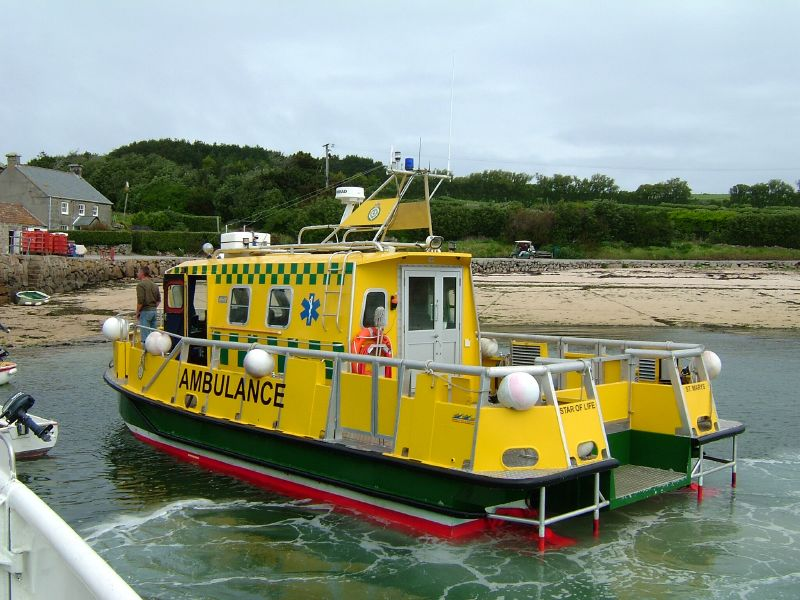
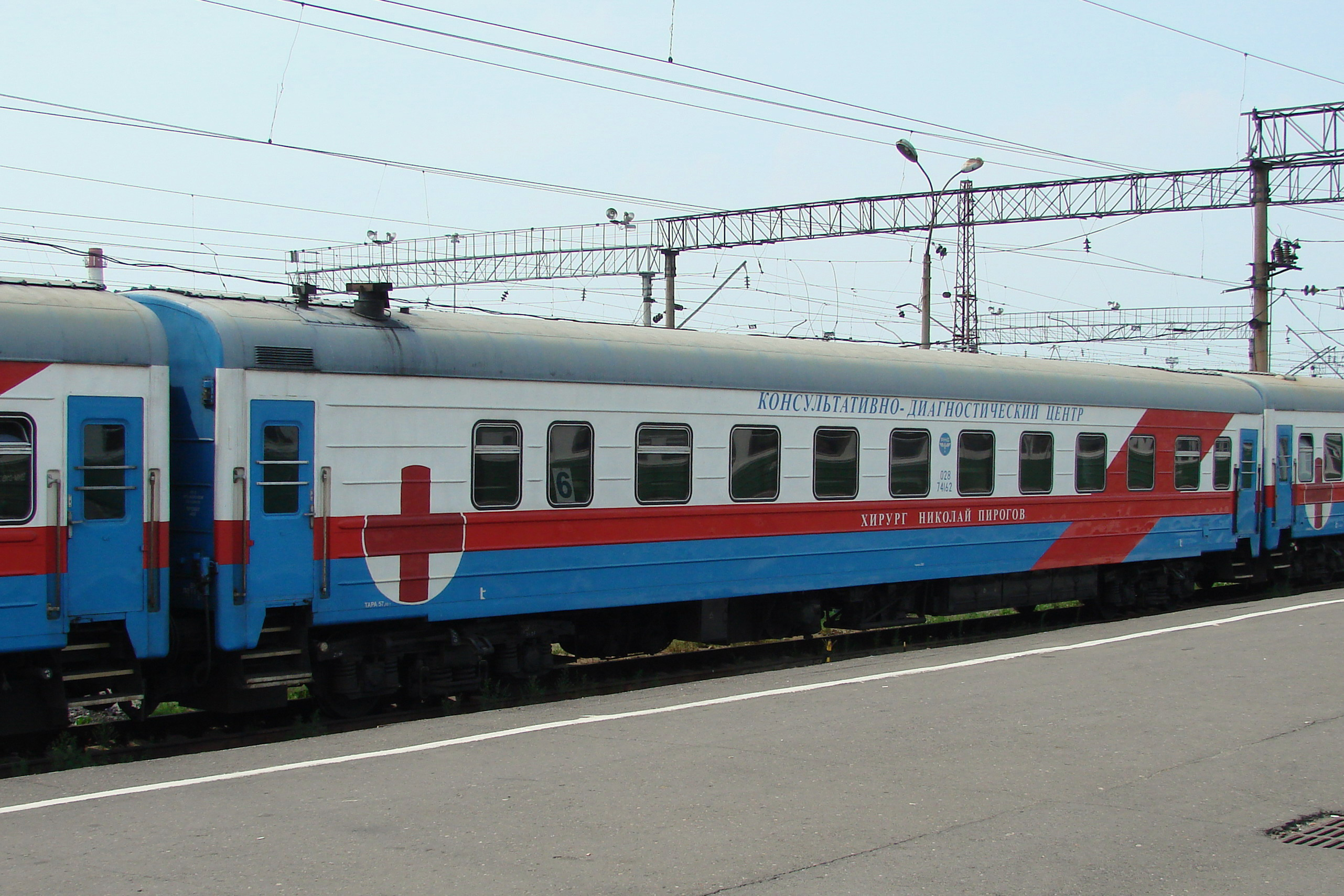
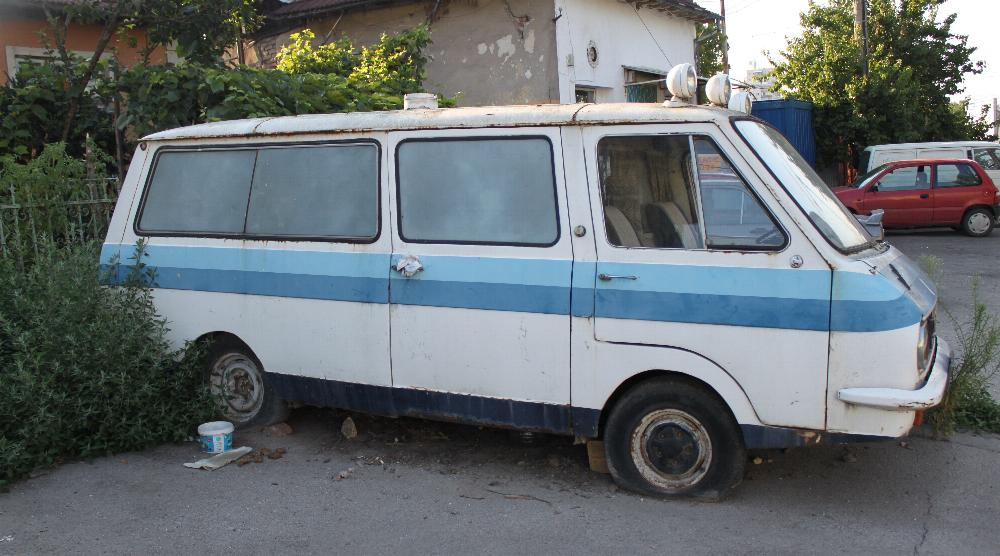